# Aenictogiton elongatus
Aenictogiton elongatus är en myrart som beskrevs av Santschi 1919. Aenictogiton elongatus ingår i släktet Aenictogiton och familjen myror. Inga underarter finns listade i Catalogue of Life.